# Championnat de Suède masculin de handball
Le championnat de Suède masculin de handball est le plus haut niveau de compétition de clubs masculins de handball en Suède.
Le Redbergslids IK est le club le plus titré avec 20 titres de champions, devant le HK Drott Halmstad (11 titres), l'IFK Kristianstad (9 titres) et l'IK Sävehof qui a remporté en 2024 son 8e championnat.

## Palmarès

### Champion des districts (1931–1952)
De 1931 à 1952, un championnat (Allsvenskan) est disputé mais le titre de champion est désigné entre les champions des districts (Svenska mästerskapet), disputé sous forme de coupe. L'équipe en gras est celle qui a remporté le championnat (Allsvenskan) tandis que les équipes en italique n'ont pas participé au championnat (Allsvenskan).
| Saison  | Vainqueur              | Score   | Finaliste              | Lieu                                     | Affluence |
| ------- | ---------------------- | ------- | ---------------------- | ---------------------------------------- | --------- |
| 1931–32 | Flottans IF Karlskrona | 15–9    | Stockholms-Flottans IF | Skeppsholmshallen, Stockholm             | 1000      |
| 1932–33 | Redbergslids IK        | 15–11   | Stockholms-Flottans IF | Mässhallen, Göteborg                     | 1422      |
| 1933–34 | Redbergslids IK (2)    | 15–9    | Sollefteå GIF          | Mässhallen, Göteborg                     | 1115      |
| 1934–35 | Majornas IK            | 10–9    | Stockholms-Flottans IF | Skeppsholmshallen, Stockholm             | 1182      |
| 1935–36 | SoIK Hellas            | 7–5     | Flottans IF Karlskrona | Karlskrona                               | 1288      |
| 1936–37 | SoIK Hellas (2)        | 9–7     | Redbergslids IK        | Alvikshallen, Stockholm                  | 2101      |
| 1937–38 | Västerås IK            | 13–12   | Djurgårdens IF         | Skeppsholmshallen, Stockholm             | 1450      |
| 1938–39 | Upsala Studenters IF   | 7–6     | Redbergslids IK        | Studenternas tennishall, Uppsala         | 822       |
| 1939–40 | Majornas IK (2)        | 8–4     | IFK Karlskrona         | Mässhallen, Göteborg                     | 2264      |
| 1940–41 | IFK Kristianstad       | 17–8    | IFK Uppsala            | Södra kaserns gymnastiksal, Kristianstad | 1299      |
| 1941–42 | Majornas IK (3)        | 16–5    | Stockholms-Flottans IF | Mässhallen, Göteborg                     | 2319      |
| 1942–43 | Majornas IK (4)        | 14–8    | Västerås HF            | Mässhallen, Göteborg                     | 1900      |
| 1943–44 | Majornas IK (5)        | 16–8    | IFK Karlskrona         | Karlskrona                               | 1499      |
| 1944–45 | Majornas IK (6)        | 12–10   | IFK Karlskrona         | Mässhallen, Göteborg                     | 3254      |
| 1945–46 | Majornas IK (7)        | 11–3    | Upsala IF              | Mässhallen, Göteborg                     | 1990      |
| 1946–47 | Redbergslids IK (3)    | 8–7     | IK Heim                | Mässhallen, Göteborg                     | 4198      |
| 1947–48 | IFK Kristianstad (2)   | 8–7ap   | Redbergslids IK        | Sporthallen, Kristianstad                | 1628      |
| 1948–49 | IFK Lidingö            | 7–4     | SoIK Hellas            | Eriksdalshallen, Stockholm               | 1403      |
| 1949–50 | IK Heim                | 9–6     | Örebro SK              | Örebro                                   | 1857      |
| 1950–51 | AIK                    | 12–11   | IFK Kristianstad       | Eriksdalshallen, Stockholm               | 1784      |
| 1951–52 | IFK Kristianstad (3)   | 16–15ap | AIK                    | Sporthallen, Kristianstad                | 1272      |

### Championnat (1952-1967)
De 1952 à 1967, le vainqueur du championnat (Allsvenskan) est désigné champion.
| Saison  | Vainqueur            | Deuxième         |
| ------- | -------------------- | ---------------- |
| 1952–53 | IFK Kristianstad (4) | Redbergslids IK  |
| 1953–54 | Redbergslids IK (4)  | IFK Kristianstad |
| 1954–55 | IK Heim (2)          | IFK Kristianstad |
| 1955–56 | Örebro SK            | IFK Karlskrona   |
| 1956–57 | Örebro SK (2)        | IFK Malmö        |
| 1957–58 | Redbergslids IK (5)  | Örebro SK        |
| 1958–59 | IK Heim (3)          | Redbergslids IK  |
| 1959–60 | IK Heim (4)          | Lugi HF          |
| 1960–61 | Vikingarnas IF       | IK Heim          |
| 1961–62 | IK Heim (5)          | Vikingarnas IF   |
| 1962–63 | Redbergslids IK (6)  | IF Hallby        |
| 1963–64 | Redbergslids IK (7)  | Vikingarnas IF   |
| 1964–65 | Redbergslids IK (8)  | KFUM Borås       |
| 1965–66 | IS Göta              | H43 Lund         |
| 1966–67 | Vikingarnas IF (2)   | SoIK Hellas      |

### Playoffs, finale en plusieurs manches (1967–2004)
De 1967 à 2004, la saison régulière du championnat (Allsvenskan) est suivi d'une série éliminatoire (en anglais « playoffs ») qui détermine le champion. L'équipe en gras est celle qui a terminé première de la saison régulière du championnat.
Remarque : jusqu'en 1983, le score est donné sous la forme victoire(s)-nul-défaite.
| Saison    | Vainqueur              | Score | Finaliste          |
| --------- | ---------------------- | ----- | ------------------ |
| 1967–68   | IF Saab                | 1–1–0 | SoIK Hellas        |
| 1968–69   | SoIK Hellas (3)        | 2–0–0 | Ystads IF          |
| 1969–70   | SoIK Hellas (4)        | 1–1–0 | HK Drott Halmstad  |
| 1970–71   | SoIK Hellas (5)        | 2–0–0 | Västra Frölunda IF |
| 1971–72   | SoIK Hellas (6)        | 2–0–1 | HK Drott Halmstad  |
| 1972–73   | IF Saab (2)            | 1–1–0 | SoIK Hellas        |
| 1973–74   | IF Saab (3)            | 2–0–1 | SoIK Hellas        |
| 1974–75   | HK Drott Halmstad      | 1–1–0 | IFK Kristianstad   |
| 1975–76   | Ystads IF              | 2–0–1 | IK Heim            |
| 1976–77   | SoIK Hellas (7)        | 2–0–0 | IK Heim            |
| 1977–78   | HK Drott Halmstad (2)  | 2–0–0 | Lugi HF            |
| 1978–79   | HK Drott Halmstad (3)  | 1–1–0 | Ystads IF          |
| 1979–80   | Lugi HF                | 2–0–1 | Ystads IF          |
| 1980–81   | Vikingarnas IF (3)     | 2–0–1 | Ystads IF          |
| 1981–82   | IK Heim (6)            | 2–0–0 | HK Drott Halmstad  |
| 1982–83   | IK Heim (7)            | 2–0–0 | Västra Frölunda IF |
| 1983–84   | HK Drott Halmstad (4)  | 3–0   | Lugi HF            |
| 1984–85   | Redbergslids IK (9)    | 3–2   | HK Drott Halmstad  |
| 1985–86   | Redbergslids IK (10)   | 3–1   | HP Warta           |
| 1986–87   | Redbergslids IK (11)   | 3–1   | HK Drott Halmstad  |
| 1987–88   | HK Drott Halmstad (5)  | 3–0   | Redbergslids IK    |
| 1988–89   | Redbergslids IK (12)   | 3–0   | HK Drott Halmstad  |
| 1989–90   | HK Drott Halmstad (6)  | 3–1   | IF Saab            |
| 1990–91   | HK Drott Halmstad (7)  | 3–0   | Irsta HF           |
| 1991–92   | Ystads IF (2)          | 3–0   | HK Drott Halmstad  |
| 1992–93   | Redbergslids IK (13)   | 3–2   | IK Sävehof         |
| 1993–94   | HK Drott Halmstad (8)  | 3–0   | IK Sävehof         |
| 1994–95   | Redbergslids IK (14)   | 3–2   | HK Drott Halmstad  |
| 1995–96   | Redbergslids IK (15)   | 3–0   | Lugi HF            |
| 1996–97   | Redbergslids IK (16)   | 3–0   | IF Guif            |
| 1997–98   | Redbergslids IK (17)   | 3–1   | HK Drott Halmstad  |
| 1998–99   | HK Drott Halmstad (9)  | 3–1   | Redbergslids IK    |
| 1999–2000 | Redbergslids IK (18)   | 2–1   | HK Drott Halmstad  |
| 2000–01   | Redbergslids IK (19)   | 2–1   | IF Guif            |
| 2001–02   | HK Drott Halmstad (10) | 2–0   | Redbergslids IK    |
| 2002–03   | Redbergslids IK (20)   | 3–0   | HK Drott Halmstad  |
| 2003–04   | IK Sävehof             | 3–0   | Redbergslids IK    |

### Playoffs, finale en une seule manche (2004-2018)
L'équipe en gras est celle qui a terminé première de la saison régulière du championnat.
| Saison  | Vainqueur              | Score   | Finaliste         | Lieu                      | Affluence |
| ------- | ---------------------- | ------- | ----------------- | ------------------------- | --------- |
| 2004–05 | IK Sävehof (2)         | 27–26   | IFK Skövde HK     | Ericsson Globe, Stockholm | 14 327    |
| 2005–06 | Hammarby IF            | 34–31   | IK Sävehof        | Scandinavium, Göteborg    | 12 236    |
| 2006–07 | Hammarby IF (2)        | 34–22   | IFK Skövde HK     | Ericsson Globe, Stockholm | 14 089    |
| 2007–08 | Hammarby IF (3)        | 35–29   | IK Sävehof        | Scandinavium, Göteborg    | 12 167    |
| 2008–09 | Alingsås HK            | 29–26   | IF Guif           | Ericsson Globe, Stockholm | 13 297    |
| 2009–10 | IK Sävehof (3)         | 30–28ap | HK Drott Halmstad | Malmö Arena, Malmö        | 11 822    |
| 2010–11 | IK Sävehof (4)         | 35–18   | Eskilstuna Guif   | Scandinavium, Göteborg    | 10 763    |
| 2011–12 | IK Sävehof (5)         | 29–21   | IFK Kristianstad  | Malmö Arena, Malmö        | 12 068    |
| 2012–13 | HK Drott Halmstad (11) | 28–27   | IFK Kristianstad  | Scandinavium, Göteborg    | 12 044    |
| 2013–14 | Alingsås HK (2)        | 24–22   | Lugi HF           | Malmö Arena, Malmö        | 10 467    |
| 2014–15 | IFK Kristianstad (5)   | 28–25   | Alingsås HK       | Scandinavium, Göteborg    | 12 312    |
| 2015–16 | IFK Kristianstad (6)   | 27–18   | Alingsås HK       | Malmö Arena, Malmö        | 11 579    |
| 2016–17 | IFK Kristianstad (7)   | 31–25   | Alingsås HK       | Malmö Arena, Malmö        | 9 876     |
| 2017–18 | IFK Kristianstad (8)   | 23–22ap | HK Malmö          | Scandinavium, Göteborg    | 9 668     |

### Playoffs, finale en plusieurs manches (depuis 2019)
L'équipe en gras est celle qui a terminé première de la saison régulière du championnat.
| Saison  | Vainqueur                                 | Score                                     | Finaliste                                 |
| ------- | ----------------------------------------- | ----------------------------------------- | ----------------------------------------- |
| 2018–19 | IK Sävehof (6)                            | 3–2                                       | Alingsås HK                               |
| 2019–20 | Annulé à cause de la pandémie de Covid-19 | Annulé à cause de la pandémie de Covid-19 | Annulé à cause de la pandémie de Covid-19 |
| 2020–21 | IK Sävehof (7)                            | 3–0                                       | IFK Skövde HK                             |
| 2021–22 | Ystads IF (3)                             | 3–1                                       | IFK Skövde HK                             |
| 2022–23 | IFK Kristianstad (9)                      | 3–2                                       | IK Sävehof                                |
| 2023–24 | IK Sävehof (8)                            | 3–1                                       | Ystads IF                                 |

## Bilan
| Rang | Club                   | Titres | Saisons | Deuxième | Saisons                                                                |
| ---- | ---------------------- | ------ | --- | -------- | ---------------------------------------------------------------------- |
| 1    | Redbergslids IK        | 20     | 1933, 1934, 1947, 1954, 1958, 1963, 1964, 1965, 1985, 1986, 1987, 1989, 1993, 1995, 1996, 1997, 1998, 2000, 2001, 2003 | 9        | 1937, 1939, 1948, 1953, 1959, 1988, 1999, 2002, 2004                   |
| 2    | HK Drott Halmstad      | 11     | 1975, 1978, 1979, 1984, 1988, 1990, 1991, 1994, 1999, 2002, 2013                                                       | 12       | 1970, 1972, 1982, 1985, 1987, 1989, 1992, 1995, 1998, 2000, 2003, 2010 |
| 3    | IFK Kristianstad       | 9      | 1941, 1948, 1952, 1953, 2015, 2016, 2017, 2018, 2023                                                                   | 6        | 1951, 1954, 1955, 1975, 2012, 2013                                     |
| 4    | IK Sävehof             | 8      | 2004, 2005, 2010, 2011, 2012, 2019, 2021, 2024                                                                         | 5        | 1993, 1994, 2006, 2008, 2023                                           |
| 5    | SoIK Hellas            | 7      | 1936, 1937, 1969, 1970, 1971, 1972, 1977                                                                               | 5        | 1949, 1967, 1968, 1973, 1974                                           |
| 5    | IK Heim                | 7      | 1950, 1955, 1959, 1960, 1962, 1982, 1983                                                                               | 4        | 1947, 1961, 1976, 1977                                                 |
| 5    | Majornas IK            | 7      | 1935, 1940, 1942, 1943, 1944, 1945, 1946                                                                               | 0        | -                                                                      |
| 8    | Ystads IF              | 3      | 1976, 1992, 2022, 2024                                                                                                 | 4        | 1969, 1979, 1980, 1981                                                 |
| 8    | Vikingarnas IF         | 3      | 1961, 1967, 1981 | 2        | 1962, 1964                                                             |
| 8    | SAAB Linköping         | 3      | 1968, 1973, 1974 | 1        | 1990                                                                   |
| 8    | Hammarby IF            | 3      | 2006, 2007, 2008 | 0        | -                                                                      |
| 12   | Alingsås HK            | 2      | 2009, 2014 | 4        | 2015, 2016, 2017, 2019                                                 |
| 12   | Örebro SK              | 2      | 1956, 1957 | 2        | 1950, 1958                                                             |
| 14   | Lugi HF                | 1      | 1980 | 5        | 1960, 1978, 1984, 1996, 2014                                           |
| 14   | Flottans IF Karlskrona | 1      | 1932 | 1        | 1936                                                                   |
| 14   | AIK                    | 1      | 1951 | 1        | 1952                                                                   |
| 14   | Västerås IK            | 1      | 1938 | 0        | -                                                                      |
| 14   | Upsala Studenters IF   | 1      | 1939 | 0        | -                                                                      |
| 14   | IFK Lidingö            | 1      | 1949 | 0        | -                                                                      |
| 14   | IS Göta                | 1      | 1966 | 0        | -                                                                      |